# Timo Boll
Timo Boll (* 8. März 1981 in Erbach) ist ein ehemaliger deutscher Tischtennisprofi und der erfolgreichste deutsche Tischtennisspieler. In den Jahren 2003, 2011 und 2018 war Boll zeitweise die Nr. 1 der ITTF-Weltrangliste. Er nahm an sieben Olympischen Spielen teil. Ab 2006 spielte er für den deutschen Rekordmeister Borussia Düsseldorf in der Tischtennis-Bundesliga. Er galt als einer der klügsten Taktiker des Sports und war zudem für sein Fairplay bekannt. In China, dem Land der Tischtennis-Weltmeister, war er einer der populärsten Deutschen überhaupt. Boll ist Linkshänder und verwendete die Shakehand-Schlägerhaltung.

## Erfolge
Timo Boll gewann in seiner Karriere eine Vielzahl von internationalen Meistertiteln. 2003 war er zum ersten Mal Weltranglistenerster und belegte von da an über fünfzehn Jahre lang einen Platz unter den Top 15; im März 2018 rückte er zum vierten Mal an die Spitze vor und wurde damit zum bisher ältesten Weltranglistenersten. Seine bedeutendsten Erfolge waren der dritte Platz bei den Weltmeisterschaften 2011 und 2021 sowie der zweimalige Gewinn des Weltcups, bei dem er auch viermal Silber und zweimal Bronze gewinnen konnte. Die Europameisterschaft gewann er achtmal, das europäische Ranglistenturnier siebenmal. Im Doppel wurde er Vize-Weltmeister und fünffacher Europameister. Mit dem deutschen Nationalteam gewann Boll in Peking 2008 und Tokio 2021 olympisches Silber, Bronze in London 2012 und Rio de Janeiro 2016, siebenmal den europäischen Titel sowie fünfmal WM-Silber. Außerdem wurde er insgesamt sieben Mal Champions-League-Sieger mit dem TTV Gönnern (zwei Titel) und Borussia Düsseldorf (fünf Titel). Mehrere Male spielte Boll in den Sommermonaten in der chinesischen Superliga und gewann dort 2011 sowie 2014 mit seinen Teams den Meistertitel.

## Sportliche Laufbahn

### Kindheit und Jugend
Bereits mit vier Jahren kam Timo Boll zum Tischtennis und wurde damals von seinem Vater trainiert. 1986 wurde er Mitglied des TSV 1875 Höchst und erlernte dort die Grundpraxis des Tischtennissports. Mit acht Jahren wurde er vom hessischen Landestrainer Helmut Hampl entdeckt, der ihn daraufhin förderte. 1990 begann er im Trainingszentrum Pfungstadt zu trainieren, vier Jahre später wechselte er zur FTG Frankfurt, mit der er an der Oberliga teilnahm, wodurch andere Vereine auf ihn aufmerksam wurden. So auch der TTV Gönnern, der ihn 1995 verpflichtete. Um täglich mit dem vierzehnjährigen Timo Boll zu trainieren, wurde die komplette Tischtennismannschaft von Gönnern vertraglich dazu verpflichtet, ins 170 km entfernte Höchst zu ziehen.
Timo Boll wurde an Position fünf der Mannschaft gesetzt, verlor in der gesamten Saison nur ein Spiel und trug damit seinen Teil zum Aufstieg des Teams in die erste Bundesliga bei. Er ist zusammen mit Frank Klitzsch der jüngste männliche Spieler in der Bundesliga-Geschichte (jüngste weibliche Spielerin ist Josephina Neumann). Gönnern erreichte entgegen den Erwartungen den Klassenerhalt und stieg bis zur Saison 2008/09 nicht mehr ab.
Die ersten internationalen Erfolge feierte Timo Boll 1995 bei den Schüler-Europameisterschaften in Den Haag, bei denen er dreimal Gold gewann. Nach dem zweiten Platz 1996 bei seiner ersten EM in der Jugendklasse gewann er in den beiden folgenden Jahren den Titel im Einzel und weitere Medaillen im Doppel und mit der Mannschaft. Am 9. September 1997 bestritt er sein erstes Länderspiel bei den Erwachsenen. Im Europaligaspiel gegen Polen in Warschau gewann er im Einzel gegen Lucjan Błaszczyk und Piotr Skierski sowie im Doppel mit Steffen Fetzner gegen Błaszczyk und Tomasz Krzeszewski.
Die Schule beendete er mit der Mittleren Reife.

### An der Weltspitze (2002–2003)
2002 schaffte Timo Boll mit seinem Sieg – als erster Deutscher – beim Europe-TOP-12-Turnier gegen Wladimir Samsonow den Einstieg in die absolute Weltspitze und wurde gleichzeitig als Zehnter bester Deutscher der ITTF-Weltrangliste, indem er Jörg Roßkopf überholte. Bei der Europameisterschaft 2002 in Zagreb erreichte er im Einzel und Doppel mit Zoltan Fejer-Konnerth die Goldmedaille, die Mannschaft unterlag im Finale nur knapp dem schwedischen Team. Mit dem Gewinn des Weltcups 2002 in Jinan, in dessen Verlauf er den Weltmeister Wang Liqin und den Olympiasieger Kong Linghui klar schlug, legte er den Grundstein für die erste Position der Weltrangliste, von der er Ma Lin im Januar 2003 verdrängte. Bei der EM im Jahr 2003 war Wladimir Samsonow zu stark für Timo Boll. Nach seinem Ausscheiden in der Einzel-WM in der zweiten Runde verlor er den ersten Weltranglistenplatz wieder.

### Verletzung und Comeback (2004–2006)
Die erste Hälfte des Jahres 2004 war für Boll von Rückenproblemen geprägt. Dies behinderte auch die Vorbereitungen zu den Olympischen Spielen 2004, bei denen er im Viertelfinale gegen Jan-Ove Waldner ausschied. Nach einer schwächeren Periode konnte Timo Boll am Ende des Jahres wieder internationale Turniersiege sowie den Halbfinaleinzug beim Pro-Tour-Finale in Peking, in dem er Ma Lin nur knapp unterlag, verbuchen.
2005 gewann Boll bei der Weltmeisterschaft im Doppel zusammen mit Christian Süß die Silbermedaille. Nach Korrektur einer Schiedsrichterfehlentscheidung zu Gunsten seines Gegners im Einzel-Achtelfinale, in dem er ausschied, erhielt er vom ITTF den Fair-Play-Preis. Den Rest des Jahres gestaltete Boll erfolgreich. Höhepunkt war der Gewinn der Champions League mit Gönnern und der Weltcupsieg in Lüttich, bei dem er alle drei chinesischen Topspieler bezwingen konnte.
2006 gewann er zum dritten Mal das Europe TOP-12-Turnier und verteidigte mit Gönnern den Champions-League-Titel.
In den Jahren 2005 und 2006 spielte Boll in der chinesischen Superliga für die Clubs Guangdong Baomashi (Bilanz: 3:2) und Zhejiang Haining Hongxiang (Bilanz: 8:5).

### Wechsel zu Borussia Düsseldorf
Im Dezember 2006 unterschrieb Timo Boll einen Dreijahresvertrag bei Borussia Düsseldorf, dem deutschen Rekordmeister. Der Wechsel war aufgrund der finanziellen Lage Gönnerns und fehlender Spitzenspieler und Erfolge abzusehen. Auch ausländische Vereine wie der Royal Villette Charleroi hatten versucht, ihn für sich zu gewinnen, doch Boll entschied sich wegen der guten Trainingsbedingungen im Hinblick auf die Olympischen Spiele 2008 und wegen der Möglichkeit, dort mit seinem Doppelpartner Christian Süß trainieren zu können, für Düsseldorf. Am 1. Juli 2007 begann sein Drei-Jahres-Vertrag mit Borussia Düsseldorf, wo er vertragsgemäß nicht in jedem Bundesligaspiel zum Einsatz kam, um sich mehr auf internationale Turniere konzentrieren zu können. Bis zu seinem Karriereende 2025 blieb er den Düsseldorfern treu.

### Weitere große Erfolge (2007–2011)

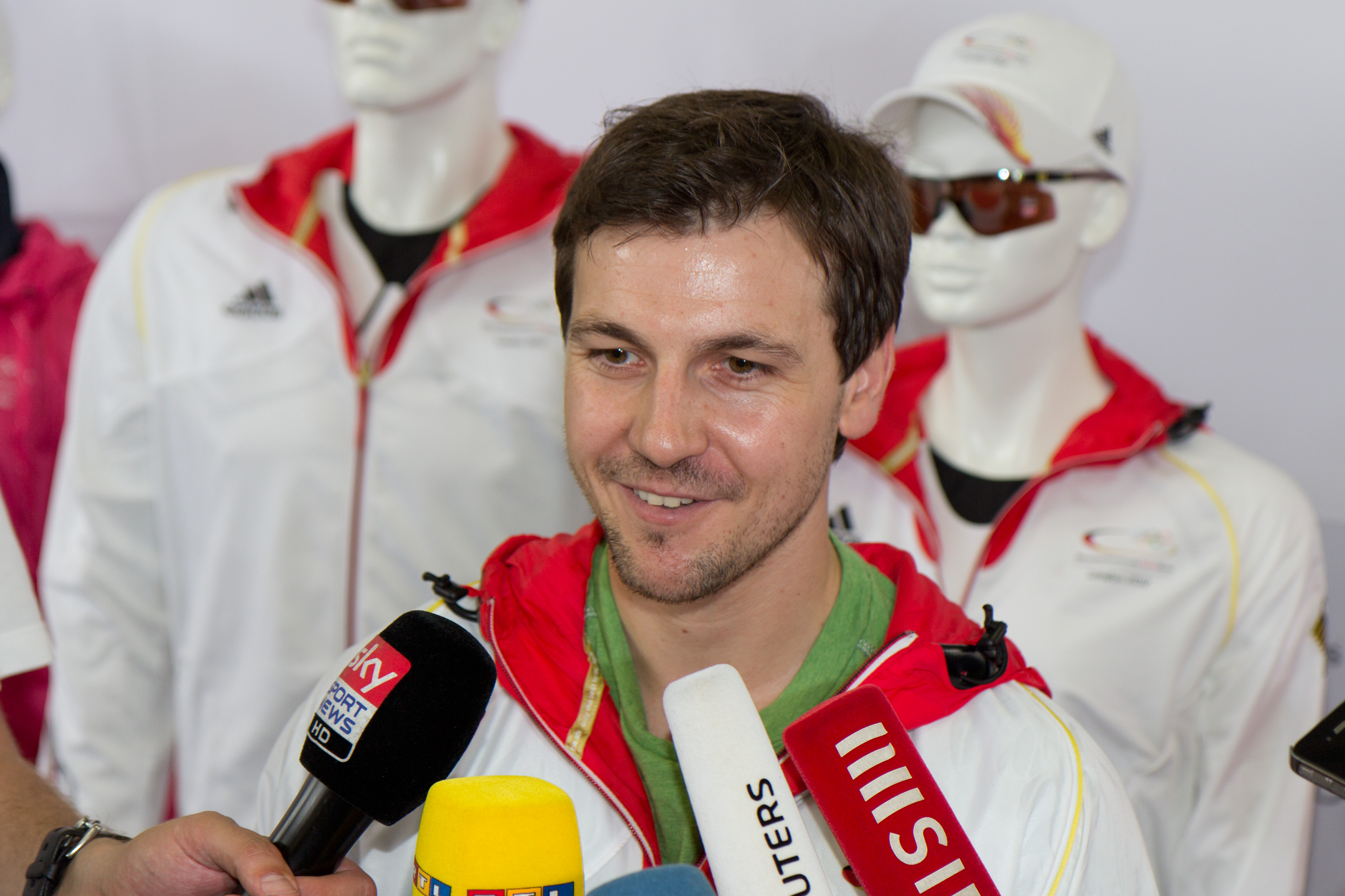
Timo Boll während der Einkleidung für die Olympischen Spiele 2012 in London

2007 gewann er die Europameistertitel im Einzel, Doppel und Teamwettbewerb. Als Gastspieler war er auch wieder in der chinesischen Superliga aktiv.
Bei den Olympischen Spielen 2008 in Peking erreichte er mit der deutschen Nationalmannschaft nach Siegen über Kroatien, Kanada, Singapur und Japan das Endspiel im Mannschaftswettbewerb, das mit 0:3 gegen Gastgeber China verloren ging. Als erstem Spieler gelang es ihm im selben Jahr zudem, seine drei Titel aus dem Vorjahr bei einer Europameisterschaft zu verteidigen.
An den Weltmeisterschaften 2008 und 2009 in China und Japan konnte Timo Boll wegen Rückenproblemen nicht teilnehmen. Beim World Cup 2008 in Lüttich holte er nach einem Halbfinalsieg über Ma Long und einer Finalniederlage gegen Wang Hao die Silbermedaille.
Seit Anfang des Jahres 2011 war Timo Boll wieder auf Position eins in der Weltrangliste zu finden, nachdem er Ma Lin beim Volkswagencup geschlagen hatte. Im April 2011 wurde er von Wang Hao abgelöst.
Bei der Weltmeisterschaft 2011 holte Boll seine erste Medaille im Einzel. Er hatte bewusst auf die Teilnahme an den Doppelwettbewerben verzichtet, um sich ausschließlich auf das Einzel zu konzentrieren. Nach Siegen über Kenji Matsudaira (Japan), Yang Zi (Singapur), Robert Svensson (Schweden), Dimitrij Ovtcharov (Deutschland) und Chen Qi (China) erreichte er das Halbfinale, womit ihm Bronze sicher war. Hier zeigte sich der spätere Weltmeister Zhang Jike (China) jedoch überlegen und siegte mit 4:1. Bei den Mannschafts-Weltmeisterschaften 2010 in Moskau und 2012 in Dortmund kam Boll mit der deutschen Mannschaft ins Finale, unterlag dort aber jeweils den Chinesen. Bei den Tischtennis-Europameisterschaften 2009, 2010 und 2011 holte er weitere sieben Titel.

### Abnehmende Aktivität (2011–2014)
Gleichzeitig nahm die Zahl von Bolls Turnierteilnahmen ab. Hatte er zwischen 2008 und 2010 noch durchschnittlich sechs World Tour-Turniere pro Jahr gespielt, waren es in den sechs Jahren danach im Durchschnitt nur noch zwei.
Bei den Olympischen Spielen 2012 gewann er im Halbfinale des Mannschaftswettbewerbes gegen den chinesischen Olympiasieger und Weltmeister Zhang Jike und holte so den einzigen Punkt für das deutsche Team gegen die chinesische Mannschaft. Im abschließenden Spiel um Bronze gegen Hongkong trug Boll mit zwei Siegen im Einzel dazu bei, dass die deutsche Mannschaft nach Peking 2008 erneut eine olympische Medaille gewann. In der Einzelkonkurrenz kam Boll überraschend nicht über das Achtelfinale hinaus, in dem er gegen den Rumänen Adrian Crișan mit 1:4 verlor. Beim World Cup in Liverpool zog er zum vierten Mal ins Finale ein, musste sich dort aber Ma Long mit 0:4 geschlagen geben. Ebenfalls 2012 gewann er seinen sechsten Einzeltitel bei Europameisterschaften. Dabei besiegte er im Halbfinale seinen London-Bezwinger Adrian Crișan und im Finale Tan Ruiwu aus Kroatien jeweils mit 4:1.
2013 erreichte Boll bei der Weltmeisterschaft das Viertelfinale, wo er dem Weltranglisten-Zweiten Ma Long mit 2:4 unterlag.
Nach deutlich verlorenem ersten Satz nahmen die weiteren Sätze einen knappen Ausgang. Beim World Cup 2014 verlor er das Halbfinale mit 3:4 gegen Zhang Jike, sicherte sich gegen Jun Mizutani aber die Bronzemedaille. Bei der Team-WM in Tokio holte er mit der deutschen Mannschaft wieder Silber. In diesem Jahr spielte er allerdings nur ein World Tour-Turnier und fiel in der Weltrangliste zum ersten Mal seit fast zehn Jahren wieder bis auf Rang 10 zurück.
In der chinesischen Superliga gewann Boll die Meistertitel 2011 und 2014 (ohne Einsatz im Finale) mit Teams aus Hangzhou und Shandong.

### Verletzungssorgen (2015–2017)
Im Jahr 2015 wurde Boll zum zehnten Mal Deutscher Meister und überholte damit Eberhard Schöler und Conny Freundorfer, die mit neun Titelgewinnen bis dahin den Rekord hielten. Bei der Weltmeisterschaft in Suzhou, als erstmals gemischt-nationale Doppel zugelassen waren, spielte Boll mit dem chinesischen Weltranglistenersten Ma Long zusammen. Durch eine ungünstige Position in der Setzliste trafen sie bereits in der zweiten Runde auf das spätere Weltmeister-Duo Xu Xin/Zhang Jike aus China, gegen das sie nach einer 2:0-Satzführung mit 2:4 verloren.
Im Einzel erreichte er das Viertelfinale, in dem er gegen den Chinesen Fan Zhendong ausschied. Auf europäischer Ebene fehlte er 2015 allerdings bei allen drei großen Turnieren: Infolge einer Lebensmittelvergiftung bei den Europaspielen, wegen einer Knie-Operation bei der Europameisterschaft sowie Anfang des Jahres beim Europe Top-16, womit auch keine Qualifikation für den World Cup möglich war. Auch wegen nachlassender internationaler Aktivität fiel er im April 2016 zum ersten Mal seit August 2004 aus den Top 10 der Weltrangliste heraus (abgesehen von den Monaten, in denen er gar nicht in der Liste geführt wurde).
Für die Eröffnungsfeier der Olympischen Spiele 2016 in Rio de Janeiro wurde Boll als Fahnenträger der deutschen Mannschaft ausgewählt.
Während er im Einzel am Nigerianer Quadri Aruna vorzeitig scheiterte, gewann er mit der Mannschaft die Bronzemedaille. Im Spiel um Platz drei gegen Südkorea trug er dazu mit Siegen im Einzel und mit Bastian Steger im Doppel bei, obwohl er zwischendurch wegen eines herausgesprungenen Nackenwirbels behandelt werden musste. Bei der Europameisterschaft 2016 erreichte er als einziger deutscher Spieler das Achtelfinale und kam bis ins Halbfinale, wo er beim Stand von 1:2 gegen Simon Gauzy verletzungsbedingt aufgeben musste, da ihm erneut der Nacken Probleme bereitete. Ebenfalls gegen Gauzy unterlag er 2017 im Viertelfinale des Europe Top 16-Viertelfinals und belegte am Ende den fünften Platz.

### Erneutes Comeback und Altersrekorde (2017–2023)
Boll gewann 2017 die elfte deutsche Meisterschaft im Einzel; mit 35 Jahren war er der bis dahin älteste Deutsche Meister. Nachdem er längere Zeit ohne Verletzung geblieben war, konnte er auch international seine Leistungen wieder steigern. Mit den Korea Open 2017 gewann er zum ersten Mal seit 2010 wieder ein World-Tour-Turnier im Einzel. In der Weltrangliste kehrte er in die Top 10 zurück, und bei der Weltmeisterschaft erreichte er als einziger Europäer das Viertelfinale, das er mit 2:4 gegen seinen Doppelpartner Ma Long verlor, mit dem er zuvor bereits im Achtelfinale auf das chinesische Duo Xu Xin/Fan Zhendong getroffen und ausgeschieden war. Bei den China Open erreichte Timo Boll nach vier Siegen, unter anderem gegen Jiang Tianyi und Tomokazu Harimoto, das Finale, welches er nach Matchbällen im Entscheidungssatz gegen Dimitrij Ovtcharov verlor. Bei der Team-Europameisterschaft gewann das deutsche Team mit Boll als Spitzenspieler den Titel, nachdem zuletzt Österreich und Portugal erfolgreich waren. Mit Siegen gegen Kou Lei, Bojan Tokič, Darko Jorgić und Marcos Freitas holte er damit seinen insgesamt 17. EM-Titel.
Beim World Cup besiegte er unter anderem Lin Gaoyuan und den amtierenden Weltmeister und Olympiasieger Ma Long mit 4:3 – beide nach 1:3-Rückstand und gegen Lin nach Abwehr zahlreicher Matchbälle – unterlag im Finale aber Dimitrij Ovtcharov. Im November 2017 stand er wieder auf Rang 4 der Weltrangliste, so hoch wie seit Anfang 2012 nicht. Bei den German Open schlug er unter anderem die Top-10-Spieler Simon Gauzy und Lin Gaoyuan, verlor aber zum dritten Mal in diesem Jahr ein Finale gegen Dimitrij Ovtcharov. Bei den Grand Finals erreichte er das Halbfinale, das mit 2:4 gegen Fan Zhendong verloren ging.
Seine Teilnahme an der asiatisch-pazifischen Turnierserie T2 APAC gestaltete Boll mit dem Titel im Einzel- und Team-Wettbewerb äußerst erfolgreich. Während er mit dem um Coach Michael Maze formierten Team die beiden Finalspiele dominierte, schlug er Dimitrij Ovtcharov im Einzel-Finale mit 3:1. Zuvor hatte er im Halbfinale Chuang Chih-Yuan 3:2 besiegt. Bei dem starbesetzten Turnier wird nicht auf Gewinnsätze, sondern auf Zeit gespielt. Eine Partie endet nach 24 Minuten, es zählt jeder gewonnene Satz.
Mit Borussia Düsseldorf holte er 2018 seinen elften Pokalsieg, wodurch er zum alleinigen Rekordhalter wurde (vor Jörg Roßkopf). Im Februar triumphierte Boll beim europäischen Top-16-Turnier in der Schweiz, wo er im Finale den Vorjahresgewinner Dimitrij Ovtcharov mit 4:0 bezwang. Damit gewann er das alljährliche europäische Ranglistenturnier bereits zum sechsten Mal und rückte im März als bisher ältester Spieler auf Platz 1 der Weltrangliste vor. Bei der Team-WM, in der er, Ovtcharov und Franziska wegen Verletzungsproblemen nur eingeschränkt zur Verfügung standen, gewann er mit der deutschen Mannschaft wieder Silber. Im Mai sammelte der 37-Jährige weitere Titel mit Borussia Düsseldorf. Nach dem Pokalsieg aus dem Frühjahr sorgte Düsseldorfs Nummer eins für den Champions-League-Erfolg gegen Fakel Orenburg um Dimitrij Ovtcharov. Eine Woche später bezwang Bolls Team die TTF Liebherr Ochsenhausen 3:1 und sicherte sich das Triple. Boll blieb in allen sechs Matches ungeschlagen.
Nach einer hartnäckigen Halswirbelverletzung nahm Boll mit Trainingsrückstand ohne große Erwartungen an der Europameisterschaft in Alicante teil. Er schien zunächst etwas gehandicapt, steigerte sich aber nach durchwachsenen Leistungen gegen Lionel Weber (4:1) und Can Akkuzu (4:3). Ab dem Achtelfinale verbesserte sich Boll stetig und schlug so auch Liam Pitchford, Daniel Habesohn und seinen Nationalmannschaftskollegen Patrick Franziska, der in guter Form agierte. Nach einem hart erkämpften Halbfinalsieg gegen Franziska, bei dem er einen 3:1-Satzrückstand aufholte, besiegte Boll im Finale den Rumänen Ovidiu Ionescu mit 4:1. Dieser Sieg bescherte ihm seinen bereits siebten Titel bei einer Einzel-Europameisterschaft. Im Oktober gewann er zum vierten Mal Silber beim World Cup. 2019 konnte er mit Borussia Düsseldorf zum ersten Mal seit 2006 keinen Titel holen: In der Champions League und den TTBL-Play-offs schied man im Halbfinale aus, im Pokal im Viertelfinale. Bei der Weltmeisterschaft kam er im Einzel ins Achtel- und im Doppel ins Viertelfinale und hatte, auch durch günstige Auslosungen, in beiden Wettbewerben Medaillenchancen, musste sich dann aber krankheitsbedingt aus dem Turnier zurückziehen.
Im Juni 2019 erspielte sich Boll durch die Goldmedaille bei den Europaspielen in Minsk einen direkten Startplatz für die Olympischen Spiele 2020. Auch mit der Mannschaft gewann er Gold, genau wie bei der Team-EM wenige Monate später. Das Europe Top 16 gewann er 2020 zum siebten Mal (sowie als bis dahin ältester Spieler) und zog damit mit Rekordhalter Jan-Ove Waldner gleich. 2021 wurde er, mit 40 Jahren ebenfalls als ältester Spieler, zum achten Mal Europameister im Einzel. Bei den Olympischen Spielen in Tokio im selben Jahr errang er im Mannschaftswettbewerb zusammen mit Dimitrij Ovtcharov und Doppelpartner Patrick Franziska die Silbermedaille. Im Einzel schied er wie schon bei vier seiner fünf vorherigen Olympiateilnahmen im Achtelfinale aus, diesmal gegen Jung Young-sik aus Südkorea. Bei der Weltmeisterschaft 2021 litt er an einem Bauchmuskelanriss, der ihn ab dem Viertelfinale stark einschränkte. Dort schlug er trotzdem Kanak Jha und erreichte somit zum ersten Mal seit 2011 das Halbfinale, in dem er mit 3:4 gegen den Schweden Truls Möregårdh verlor. Dadurch übertraf er den 92 Jahre gültigen Rekord von Zoltán Mechlovits und wurde mit 40 Jahren und 264 Tagen zum ältesten WM-Medaillengewinner im Einzel.

### Abschiedstour bis zum Karriere-Ende (2024–2025)
Im Januar 2024 meldete sich Boll durch den Sieg beim WTT Contender in Doha in der Weltspitze zurück. Dadurch stieg er mit 42 Jahren nach langer Verletzungspause von Platz 183 auf Platz 45 der Weltrangliste. Bei den Olympischen Sommerspielen 2024 schied er mit dem deutschen Team im Viertelfinale gegen Schweden aus; er erhielt Standing Ovations bei seinem Abschied. Die Saison 2024/25 war dann auf nationaler Ebene die letzte seiner aktiven Karriere. Dabei erreichte er mit Borussia Düsseldorf nochmals das Finale der Champions League.
Timo Boll beendete seine Karriere am 15. Juni 2025 in der Ballsporthalle Frankfurt am Main: Mit seinem Verein Borussia Düsseldorf verlor er das Playoff-Finale der Bundesliga 2:3 gegen TTF Liebherr Ochsenhausen.

## Fair-Play-Preise und Publikumsliebling
Im Laufe seiner Karriere erhielt Timo Boll zahlreiche Fair-Play-Preise, unter anderem weil er seinen Gegner seinen Schlägerbelag nach Beschädigung neu kleben ließ, was eigentlich verboten ist, und er mehrmals Schiedsrichterentscheidungen zu Kantenbällen zu seinen Ungunsten korrigierte.

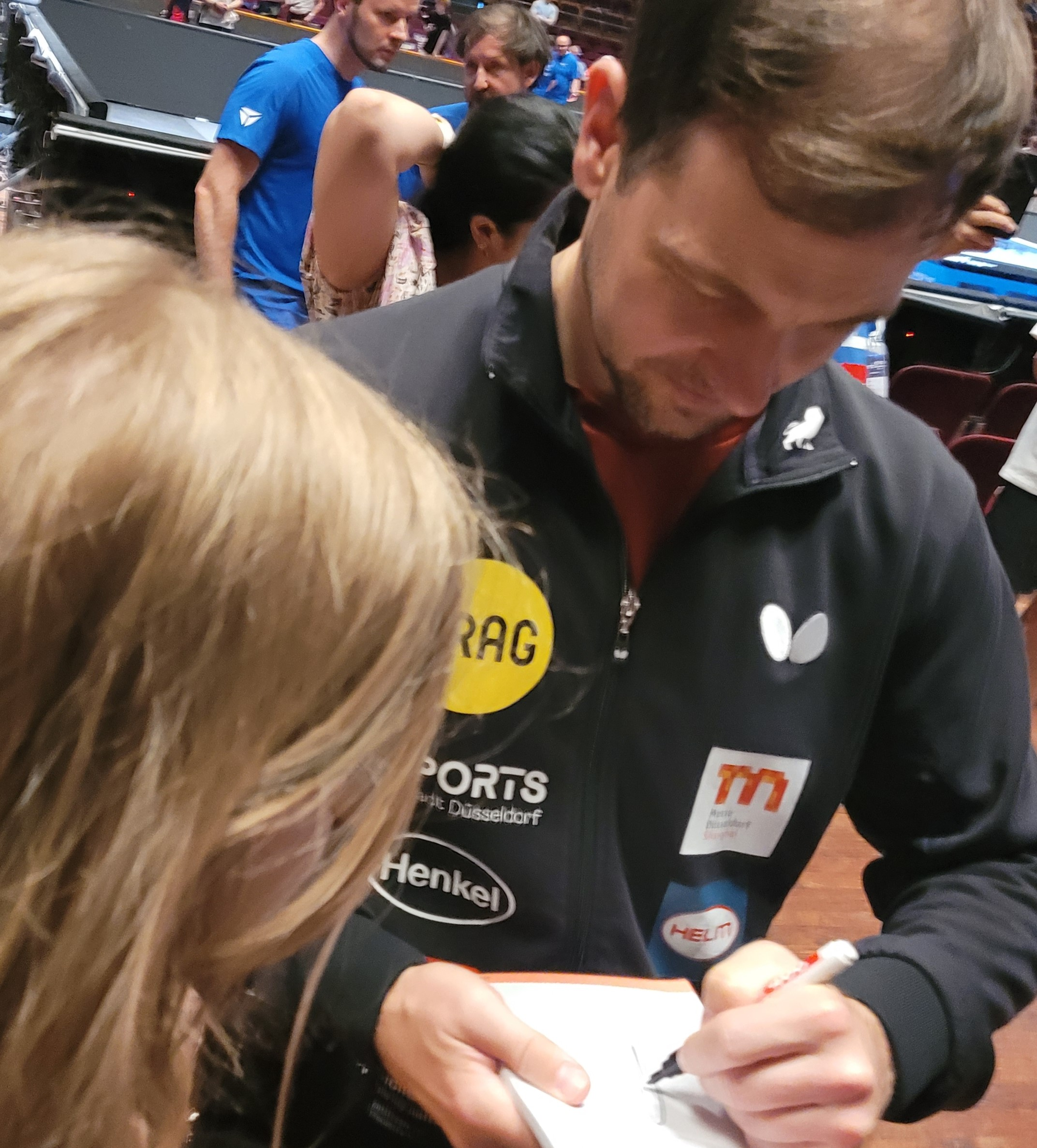
Timo Boll schreibt Autogramme beim Champions-League-Halbfinale 2025

Dieses faire Spiel, seine Bodenständigkeit und seine Ausdauer beim Befriedigen von Autogramm- und Fotowünschen der Fans machten Boll zum beliebtesten Tischtennis-Spieler in Deutschland, der auch in China hohe Wertschätzung erfährt.

## Technik und Spielstil
Timo Boll ist Linkshänder und spielt mit der europäischen Shakehand-Schlägerhaltung. Sein aggressiv-offensives Topspin-Spiel setzt er sowohl tischnah als auch aus der Halbdistanz ein. Er gilt als der Spieler mit dem besten und variabelsten Spin. In mehreren Spielen wechselte er jedoch auch für einzelne Schläge den Schläger in die rechte Hand.
Bolls hervorragende Sehleistung (nach eigener Angabe 280 % Sehfähigkeit) hilft ihm, die Kontrolle am Tisch zu behalten: Er nutzt den Markenaufdruck auf dem Ball als Orientierungshilfe. „Daran erkenne ich, welchen Spin der Ball hat“, sagt Boll.

## Persönliches
Timo Boll ist seit 31. Dezember 2003 verheiratet, das Ehepaar hat eine Tochter. Die Familie lebt in Höchst im Odenwald.

## Soziales Engagement

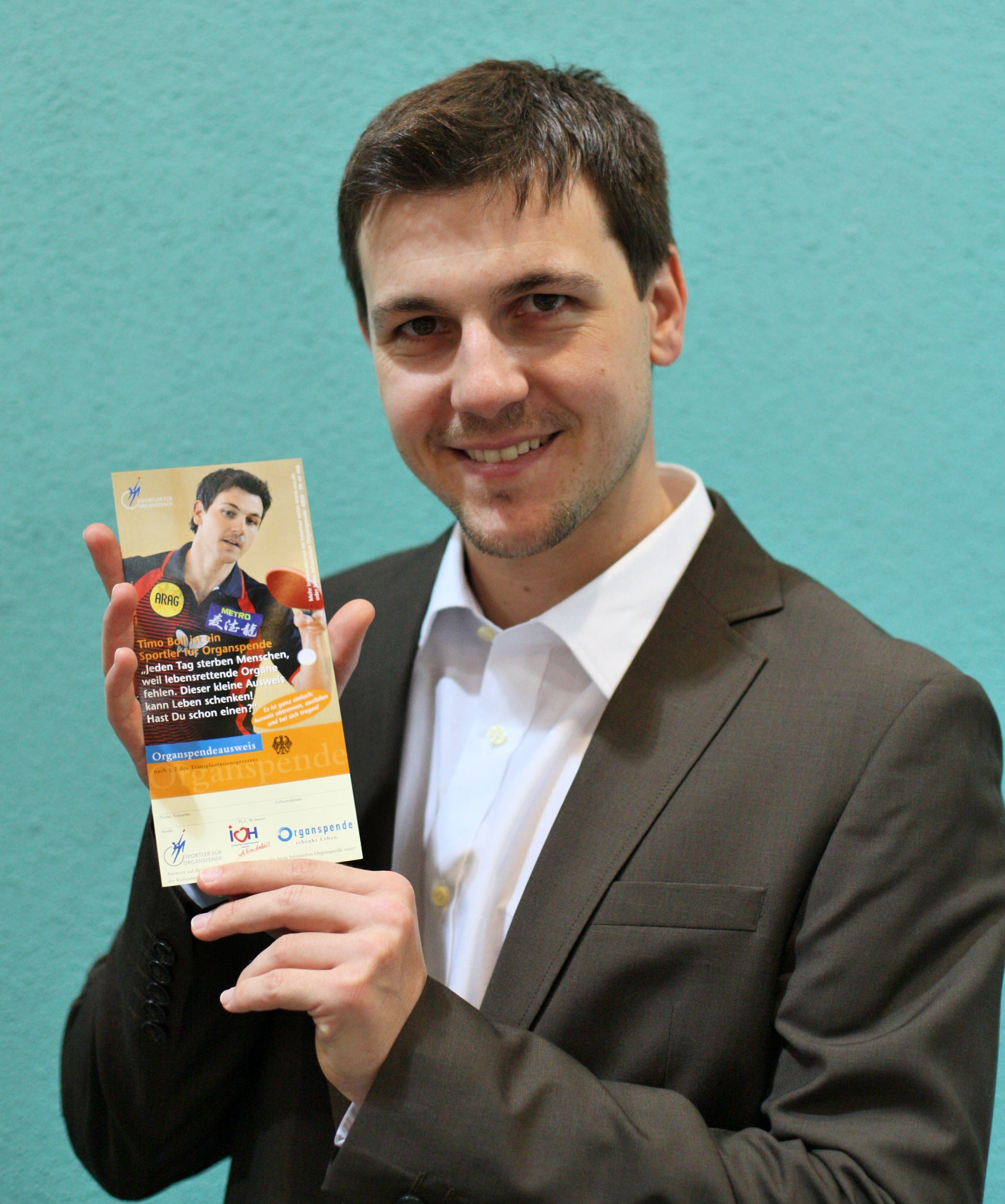
Engagement für die Organspende

Timo Boll stellt sich seit Jahren für Benefiz-Veranstaltungen und Schaukämpfe zur Verfügung, um Menschen in Not zu helfen.
Kernpunkt seiner sozialen Aktivitäten ist allerdings sein Mitwirken in den Vereinen „Sportler für Organspende“ und „Kinderhilfe Organtransplantation“, wo er sich für Organspende einsetzt.
Timo Boll ist zudem Schirmherr der Stiftung Acción Humana aus Hamburg. Die Stiftung betreibt das Kinderdorf Ahle in San Francisco de Yojoa, Honduras, das Straßenkindern ein Zuhause und eine Perspektive für ihr weiteres Leben gibt.

## Auszeichnungen
- Deutschlands Juniorsportler des Jahres 1997
- Bambi 2005 in der Kategorie Sport
- Fair-Play-Preis des Bundesinnenministers 2007
- Silbernes Lorbeerblatt u. a. 2008,[65] 2012,[66] 2016[67]
- Deutschlands Sportler des Jahres: 2. Platz 2007, 2008, 2010; 3. Platz 2005, 2011; 6. Platz 2018, 2019
- Felix – NRW Sportler des Jahres: 2009, 2010, 2011, 2019, 2021
- Felix – NRW Mannschaft des Jahres: 2021
- Felix – Ehrenpreis: 2024[68]
- Spieler des Jahres (ITTF): 2017[69]

## Titel und Erfolge im Überblick
Einzel
- Weltmeisterschaft: Bronze 2011, 2021, Viertelfinale 2007, 2013, 2015, 2017
- Europameisterschaft: Gold 2002, 2007, 2008, 2010, 2011, 2012, 2018, 2021, Bronze 2003, 2009, 2016
- World Cup: Sieger 2002, 2005, Zweiter 2008, 2012, 2017, 2018, Dritter 2010, 2014
- Pro Tour/World Tour: 19-maliger Sieger im Einzel bei Grand Slams wie China Open, Japan Open, German Open (zuletzt 2017 in Korea)
- Europe TOP-12 bzw. TOP-16: Sieger 2002, 2003, 2006, 2009, 2010, 2018, 2020
- Europaspiele: Gold 2019
- European Super Cup: 2007, 2008, 2009
- Deutscher Meister: 1998, 2001–2007, 2009, 2015, 2017–2019

Mannschaft
- Olympische Spiele: Silber 2008, 2021, Bronze 2012, 2016
- Weltmeisterschaft: Silber 2004, 2010, 2012, 2014, 2018, Bronze 2006
- Europameisterschaft: Gold 2007, 2008, 2009, 2010, 2011, 2017, 2019 Silber 2000, 2002, 2003, 2014, 2023
- Europaspiele: Gold 2019, 2023 (im Aufgebot, ohne Einsatz)[70]
- Deutscher Meister: 2008–2012, 2014–2018, 2021–2024
- Deutscher Pokalmeister: 1998, 2002, 2008, 2010, 2011, 2013–2018, 2021, 2024
- Chinesischer Meister: 2011, 2014
- European Champions League: Sieger 2005, 2006 mit TTV Gönnern und 2009, 2010, 2011, 2018, 2021, 2022 mit Borussia Düsseldorf
- ETTU Cup: Sieger 2012 mit Borussia Düsseldorf

Doppel
- Weltmeisterschaft: Silber 2005
- Europameisterschaft: Gold 2002, 2007, 2008, 2009, 2010, Bronze 2005
- Deutscher Meister: 1999, 2005, 2007

Sonstiges
- Als erster Deutscher Nummer eins der Weltrangliste (Januar 2003)[71]
- Zwischen September 2004 und März 2016 beständig in den Top 10 der ITTF-Weltrangliste[71]

## Verlauf der Position in der Weltrangliste
Timo Bolls Platzierungen in der ITTF-Weltrangliste von Januar 2001 bis Juni 2020
Er war zum ersten Mal 2003 von Januar bis Mai und im August und September Weltranglistenerster. Damals war er der erste Deutsche, der die Weltrangliste anführt. Von Januar bis März 2011 war er erneut Weltranglistenerster. Im März 2018 wurde er wieder Weltranglistenerster und stellte einen Rekord auf, da er mit 37 Jahren der älteste Weltranglistenerste war.

## Turnierergebnisse
| Verband | Veranstaltung                | Jahr | Ort            | Land | Einzel        | Doppel        | Mixed         | Team          |
| ------- | ---------------------------- | ---- | -------------- | ---- | ------------- | ------------- | ------------- | ------------- |
| GER     | Europameisterschaft          | 2023 | Malmö          | SWE  |               |               |               | Silber        |
| GER     | Europameisterschaft          | 2022 | München        | GER  | Viertelfinale |               |               |               |
| GER     | Europameisterschaft          | 2020 | Warschau       | POL  | Gold          | letzte 32     |               |               |
| GER     | Europameisterschaft          | 2019 | Nantes         | FRA  |               |               |               | Gold          |
| GER     | Europameisterschaft          | 2018 | Alicante       | ESP  | Gold          |               |               |               |
| GER     | Europameisterschaft          | 2017 | Luxemburg      | LUX  |               |               |               | Gold          |
| GER     | Europameisterschaft          | 2016 | Budapest       | HUN  | Halbfinale    |               |               |               |
| GER     | Europameisterschaft          | 2014 | Lissabon       | POR  |               |               |               | Silber        |
| GER     | Europameisterschaft          | 2012 | Herning        | DEN  | Gold          |               |               |               |
| GER     | Europameisterschaft          | 2011 | Danzig         | POL  | Gold          |               |               | Gold          |
| GER     | Europameisterschaft          | 2010 | Ostrava        | CZE  | Gold          | Gold          |               | Gold          |
| GER     | Europameisterschaft          | 2009 | Stuttgart      | GER  | Halbfinale    | Gold          |               | Gold          |
| GER     | Europameisterschaft          | 2008 | St. Petersburg | RUS  | Gold          | Gold          |               | Gold          |
| GER     | Europameisterschaft          | 2007 | Belgrad        | SRB  | Gold          | Gold          |               | Gold          |
| GER     | Europameisterschaft          | 2005 | Aarhus         | DEN  | letzte 16     | Halbfinale    |               | Viertelfinale |
| GER     | Europameisterschaft          | 2003 | Courmayeur     | ITA  | Halbfinale    | letzte 64     |               | Silber        |
| GER     | Europameisterschaft          | 2002 | Zagreb         | HRV  | Gold          | Gold          |               | Silber        |
| GER     | Europameisterschaft          | 2000 | Bremen         | GER  | letzte 32     | letzte 32     | Viertelfinale | Silber        |
| GER     | Europameisterschaft          | 1998 | Eindhoven      | NED  | letzte 32     | letzte 32     | letzte 128    | Viertelfinale |
| GER     | Jugend-Europameisterschaft   | 1998 | Norcia         | ESP  | Gold          | Gold          | Viertelfinale | Gold          |
| GER     | Jugend-Europameisterschaft   | 1997 | Topolcany      | SVK  | Gold          | Silber        | Silber        | Gold          |
| GER     | Jugend-Europameisterschaft   | 1996 | Frydek-Mistek  | ROU  | Silber        | Viertelfinale |               | Gold          |
| GER     | Schüler-Europameisterschaft  | 1995 | Den Haag       | NED  | Gold          | Gold          | Viertelfinale | Gold          |
| GER     | Schüler-Europameisterschaft  | 1994 | Paris          | FRA  | letzte 16     | letzte 16     | letzte 64     |               |
| GER     | Olympische Spiele            | 2024 | Paris          | FRA  |               |               |               | Viertelfinale |
| GER     | Olympische Spiele            | 2021 | Tokio          | JAP  | letzte 16     |               |               | Silber        |
| GER     | Olympische Spiele            | 2016 | Rio de Janeiro | BRA  | letzte 16     |               |               | 3. Platz      |
| GER     | Olympische Spiele            | 2012 | London         | ENG  | letzte 16     |               |               | 3. Platz      |
| GER     | Olympische Spiele            | 2008 | Peking         | CHN  | letzte 16     |               |               | Silber        |
| GER     | Olympische Spiele            | 2004 | Athen          | GRE  | Viertelfinale | letzte 16     |               |               |
| GER     | Olympische Spiele            | 2000 | Sydney         | AUS  | letzte 16     | 17.–24. Platz |               |               |
| GER     | Europaspiele                 | 2023 | Krakau         | POL  |               |               |               | Gold          |
| GER     | Europaspiele                 | 2019 | Minsk          | BLR  | Gold          |               |               | Gold          |
| GER     | Europaspiele                 | 2015 | Baku           | AZE  | letzte 32     |               |               | 4. Platz      |
| GER     | Jugend TOP 10                | 1998 | Ettelbrück     | LUX  | Gold          |               |               |               |
| GER     | Jugend TOP 10                | 1996 | Bröndby        | DEN  | 9. Platz      |               |               |               |
| GER     | WTT Series (Singapore Smash) | 2024 | Singapur       | SGP  | Viertelfinale |               |               |               |
| GER     | WTT Series (Contender)       | 2024 | Doha           | QAT  | Gold          |               |               |               |
| GER     | World Tour                   | 2019 | Linz           | AUT  | Halbfinale    | Halbfinale    |               |               |
| GER     | World Tour                   | 2019 | Olmütz         | CZE  | Halbfinale    |               |               |               |
| GER     | World Tour                   | 2019 | Shenzhen       | CHN  | Viertelfinale | Gold          |               |               |
| GER     | World Tour                   | 2019 | Doha           | QAT  | letzte 16     | Silber        |               |               |
| GER     | World Tour                   | 2018 | Kitakyūshū     | JPN  | Halbfinale    |               |               |               |
| GER     | World Tour                   | 2017 | Magdeburg      | GER  | Silber        |               |               |               |
| GER     | World Tour                   | 2017 | Olmütz         | CZE  | Silber        |               |               |               |
| GER     | World Tour                   | 2017 | Chengdu        | CHN  | Silber        |               |               |               |
| GER     | World Tour                   | 2017 | Incheon        | KOR  | Gold          |               |               |               |
| GER     | World Tour                   | 2015 | Bremen         | GER  | Viertelfinale | Gold          |               |               |
| GER     | World Tour                   | 2013 | Bremen         | GER  | Halbfinale    | Gold          |               |               |
| GER     | World Tour                   | 2013 | Changchun      | CHN  | Viertelfinale | Gold          |               |               |
| GER     | World Tour                   | 2012 | Bremen         | GER  | Silber        |               |               |               |
| GER     | Pro Tour                     | 2011 | Dortmund       | GER  | Silber        |               |               |               |
| GER     | Pro Tour                     | 2011 | Doha           | QAT  | Silber        |               |               |               |
| GER     | Pro Tour                     | 2010 | Kōbe           | JPN  | Gold          |               |               |               |
| GER     | Pro Tour                     | 2010 | Incheon        | KOR  | Halbfinale    |               |               |               |
| GER     | Pro Tour                     | 2010 | Wels           | AUT  | Silber        |               |               |               |
| GER     | Pro Tour                     | 2009 | Warschau       | POL  | Gold          | Viertelfinale |               |               |
| GER     | Pro Tour                     | 2009 | Bremen         | GER  | Gold          | Gold          |               |               |
| GER     | Pro Tour                     | 2009 | Kuwait-Stadt   | KUW  | Halbfinale    |               |               |               |
| GER     | Pro Tour                     | 2009 | Doha           | QAT  | Gold          |               |               |               |
| GER     | Pro Tour                     | 2009 | Frederikshavn  | DEN  | Viertelfinale | Silber        |               |               |
| GER     | Pro Tour                     | 2008 | Warschau       | POL  | Gold          |               |               |               |
| GER     | Pro Tour                     | 2008 | Berlin         | GER  | Gold          |               |               |               |
| GER     | Pro Tour                     | 2008 | Salzburg       | AUT  | Gold          |               |               |               |
| GER     | Pro Tour                     | 2008 | Singapur       | SIN  | Halbfinale    | Qual.         |               |               |
| GER     | Pro Tour                     | 2007 | St. Petersburg | RUS  | Halbfinale    |               |               |               |
| GER     | Pro Tour                     | 2007 | Bremen         | GER  | Halbfinale    |               |               |               |
| GER     | Pro Tour                     | 2007 | Taipeh         | TPE  | Silber        |               |               |               |
| GER     | Pro Tour                     | 2007 | Kuwait-Stadt   | KUW  | Halbfinale    | letzte 16     |               |               |
| GER     | Pro Tour                     | 2007 | Doha           | QAT  | Halbfinale    |               |               |               |
| GER     | Pro Tour                     | 2006 | Warschau       | POL  | Gold          | Viertelfinale |               |               |
| GER     | Pro Tour                     | 2006 | Bayreuth       | GER  | Gold          | Halbfinale    |               |               |
| GER     | Pro Tour                     | 2006 | Yokohama       | JPN  | Halbfinale    | Viertelfinale |               |               |
| GER     | Pro Tour                     | 2006 | Guangzhou      | CHN  | Gold          | letzte 16     |               |               |
| GER     | Pro Tour                     | 2006 | Doha           | QAT  | letzte 16     | Silber        |               |               |
| GER     | Pro Tour                     | 2005 | Göteborg       | SWE  | Gold          | letzte 16     |               |               |
| GER     | Pro Tour                     | 2005 | Magdeburg      | GER  | Halbfinale    | Viertelfinale |               |               |
| GER     | Pro Tour                     | 2005 | Yokohama       | JPN  | Gold          | Gold          |               |               |
| GER     | Pro Tour                     | 2005 | Shenzhen       | CHN  | letzte 32     | Halbfinale    |               |               |
| GER     | Pro Tour                     | 2005 | Doha           | QAT  | Halbfinale    |               |               |               |
| GER     | Pro Tour                     | 2004 | Leipzig        | GER  | Gold          | Gold          |               |               |
| GER     | Pro Tour                     | 2004 | Warschau       | POL  | Gold          | Gold          |               |               |
| GER     | Pro Tour                     | 2004 | Changchun      | CHN  | Viertelfinale | Silber        |               |               |
| GER     | Pro Tour                     | 2003 | Kōbe           | JPN  | Gold          | letzte 16     |               |               |
| GER     | Pro Tour                     | 2002 | Farum          | DEN  | Silber        | Qual.         |               |               |
| GER     | Pro Tour                     | 2002 | Warschau       | POL  | Halbfinale    | Viertelfinale |               |               |
| GER     | Pro Tour                     | 2002 | Kōbe           | JPN  | Viertelfinale | Silber        |               |               |
| GER     | Pro Tour                     | 2002 | Gangneung      | KOR  | Silber        | Qual.         |               |               |
| GER     | Pro Tour                     | 2002 | Doha           | QAT  | Viertelfinale | Halbfinale    |               |               |
| GER     | Pro Tour                     | 2002 | Wels           | AUT  | Gold          | letzte 16     |               |               |
| GER     | Pro Tour                     | 2001 | Rotterdam      | NED  |               | Gold          |               |               |
| GER     | Pro Tour                     | 2001 | Chatham        | ENG  | letzte 32     | Gold          |               |               |
| GER     | WTT Cup Finals               | 2022 | Xinxiang       | CHN  | Viertelfinale |               |               |               |
| GER     | World Tour Grand Finals      | 2019 | Zhengzhou      | CHN  | letzte 16     | Halbfinale    |               |               |
| GER     | World Tour Grand Finals      | 2018 | Incheon        | KOR  | letzte 16     |               |               |               |
| GER     | World Tour Grand Finals      | 2017 | Astana         | KAZ  | Halbfinale    |               |               |               |
| GER     | Pro Tour Grand Finals        | 2009 | Macao          | MAC  | letzte 16     | Gold          |               |               |
| GER     | Pro Tour Grand Finals        | 2007 | Peking         | CHN  | Viertelfinale |               |               |               |
| GER     | Pro Tour Grand Finals        | 2006 | Hongkong       | HKG  | Viertelfinale | Viertelfinale |               |               |
| GER     | Pro Tour Grand Finals        | 2005 | Fuzhou         | CHN  | Gold          | Gold          |               |               |
| GER     | Pro Tour Grand Finals        | 2004 | Peking         | CHN  | Halbfinale    | Viertelfinale |               |               |
| GER     | Pro Tour Grand Finals        | 2002 | Stockholm      | SWE  | Halbfinale    |               |               |               |
| GER     | Pro Tour Grand Finals        | 2001 | Tianjin        | CHN  | letzte 16     | Halbfinale    |               |               |
| GER     | World Cup                    | 2019 | Chengdu        | CHN  | Viertelfinale |               |               |               |
| GER     | World Cup                    | 2018 | Paris          | FRA  | Silber        |               |               |               |
| GER     | World Cup                    | 2017 | Lüttich        | BEL  | Silber        |               |               |               |
| GER     | World Cup                    | 2014 | Düsseldorf     | GER  | 3. Platz      |               |               |               |
| GER     | World Cup                    | 2013 | Verviers       | BEL  | 4. Platz      |               |               |               |
| GER     | World Cup                    | 2012 | Liverpool      | ENG  | Silber        |               |               |               |
| GER     | World Cup                    | 2011 | Paris          | FRA  | Viertelfinale |               |               |               |
| GER     | World Cup                    | 2010 | Magdeburg      | GER  | 3. Platz      |               |               |               |
| GER     | World Cup                    | 2009 | Moskau         | RUS  | Viertelfinale |               |               |               |
| GER     | World Cup                    | 2008 | Lüttich        | BEL  | Silber        |               |               |               |
| GER     | World Cup                    | 2007 | Barcelona      | ESP  | 4. Platz      |               |               |               |
| GER     | World Cup                    | 2006 | Paris          | FRA  | letzte 16     |               |               |               |
| GER     | World Cup                    | 2005 | Lüttich        | BEL  | Gold          |               |               |               |
| GER     | World Cup                    | 2004 | Hangzhou       | CHN  | Viertelfinale |               |               |               |
| GER     | World Cup                    | 2003 | Jiangyin       | CHN  | Viertelfinale |               |               |               |
| GER     | World Cup                    | 2002 | Jinan          | CHN  | Gold          |               |               |               |
| GER     | WTC-World Team Cup           | 2019 | Tokio          | JPN  |               |               |               | Viertelfinale |
| GER     | WTC-World Team Cup           | 2007 | Magdeburg      | GER  |               |               |               | Viertelfinale |
| GER     | Weltmeisterschaft            | 2021 | Houston        | USA  | Halbfinale    | letzte 32     |               |               |
| GER     | Weltmeisterschaft            | 2019 | Budapest       | HUN  | letzte 16     | Viertelfinale |               |               |
| GER     | Weltmeisterschaft            | 2018 | Halmstad       | SWE  |               |               |               | Silber        |
| GER     | Weltmeisterschaft            | 2017 | Düsseldorf     | GER  | Viertelfinale | letzte 16     |               |               |
| GER     | Weltmeisterschaft            | 2016 | Kuala Lumpur   | MAS  |               |               |               | 13            |
| GER     | Weltmeisterschaft            | 2015 | Suzhou         | CHN  | Viertelfinale | letzte 32     |               |               |
| GER     | Weltmeisterschaft            | 2014 | Tokio          | JPN  |               |               |               | Silber        |
| GER     | Weltmeisterschaft            | 2013 | Paris          | FRA  | Viertelfinale |               |               |               |
| GER     | Weltmeisterschaft            | 2012 | Dortmund       | GER  |               |               |               | Silber        |
| GER     | Weltmeisterschaft            | 2011 | Rotterdam      | NED  | Halbfinale    |               |               |               |
| GER     | Weltmeisterschaft            | 2010 | Moskau         | RUS  |               |               |               | Silber        |
| GER     | Weltmeisterschaft            | 2007 | Zagreb         | HRV  | Viertelfinale | Viertelfinale |               |               |
| GER     | Weltmeisterschaft            | 2006 | Bremen         | GER  |               |               |               | Halbfinale    |
| GER     | Weltmeisterschaft            | 2005 | Shanghai       | CHN  | letzte 16     | Silber        |               |               |
| GER     | Weltmeisterschaft            | 2004 | Doha           | QAT  |               |               |               | Silber        |
| GER     | Weltmeisterschaft            | 2003 | Paris          | FRA  | letzte 64     | letzte 16     |               |               |
| GER     | Weltmeisterschaft            | 2001 | Osaka          | JPN  | letzte 16     |               | letzte 32     | Viertelfinale |
| GER     | Weltmeisterschaft            | 2000 | Kuala Lumpur   | MAS  |               |               |               | Viertelfinale |
| GER     | Weltmeisterschaft            | 1999 | Eindhoven      | NED  | letzte 32     | letzte 32     | letzte 16     |               |
| GER     | Weltmeisterschaft            | 1997 | Manchester     | ENG  | letzte 128    | letzte 32     | letzte 128    |               |